# Andreas Kundert
Andreas Kundert (* 1. Oktober 1984) ist ein ehemaliger Schweizer Leichtathlet. Er hielt bis zum 14. Juli 2018 den Schweizer Rekord im 110-Meter-Hürdenlauf. Zudem gewann er auf dieser Strecke sowohl beim Europäischen Olympischen Jugendfestival wie auch bei den Junioreneuropameisterschaften die Silbermedaille.

## Laufbahn
Auf Grund seiner frühen Erfolge wurde Kundert 2004 ins Förderprojekt World Class Potentials des Schweizerischen Leichtathletik-Verbands aufgenommen. Die Leichtathletik-Europameisterschaften 2006 in Göteborg verpasste er wegen einer schweren Grippe, an den Leichtathletik-Halleneuropameisterschaften 2007 in Birmingham erlitt er im Halbfinal an der dritten Hürde eine Zerrung am rechten Oberschenkel und verpasste so eine mögliche Qualifikation für den Final.
Danach hatte Kundert mit Rückenproblemen zu kämpfen, konnte sich aber für die Leichtathletik-Weltmeisterschaften 2007 qualifizieren, wo er die Qualifikation für den Halbfinal knapp verpasste. Im Jahr darauf erreichte er mit neuem Schweizer Rekord die Qualifikationskriterien für die Olympischen Spiele in Peking, konnte dort allerdings wegen einer fieberhaften Angina nicht antreten. Eine Muskelverletzung am linken Oberschenkel hielt ihn von einer Teilnahme an den Halleneuropameisterschaften 2009 in Turin ab. Nachdem er sich von dieser Verletzung erholt hatte, zog er sich eine Verletzung am rechten Oberschenkel zu und verpasste die gesamte Sommersaison. Am 22. Mai 2010 startete er nach fast zwei Jahren das erste Mal wieder in einem 110-Meter-Hürdenlauf, Anfang Juli unterbot er die Limite für die Europameisterschaften in Barcelona. Nachdem er wegen Adduktorenbeschwerden an der Schweizer Meisterschaft nicht hatte starten können, wurde er aber nicht für die Europameisterschaften selektioniert. 2011 schaffte er die Limite für die Weltmeisterschaften. Im darauffolgenden Jahr verpasste er die Europameisterschaften in Helsinki wegen einer schweren Quetschung des vorderen rechten Oberschenkelmuskels.
Kundert ist 1,85 m gross und hatte ein Wettkampfgewicht von 76 kg. Seit 2018 ist er als Coach für die Schweizer 4-mal-100-Meter-Staffel der Männer tätig.

## Erfolge
- 2001: 2. Rang Olympisches Festival der Europäischen Jugend 110 Meter Hürden
- 2001: 8. Rang Jugendweltmeisterschaften 110 Meter Hürden
- 2003: 5. Rang Schweizer Meisterschaften 110 Meter Hürden, 2. Rang Junioreneuropameisterschaften 110 Meter Hürden
- 2004: 3. Rang Schweizer Meisterschaften 110 Meter Hürden
- 2005: Schweizer Meister 110 Meter Hürden; 5. Rang U23-Europameisterschaften 110 Meter Hürden; 8. Rang Universiade 110 Meter Hürden; 22. Rang Halleneuropameisterschaften 60 Meter Hürden
- 2006: 2. Rang Schweizer Meisterschaften 110 Meter Hürden
- 2007: Schweizer Meister 110 Meter Hürden; Schweizer Hallenmeister 60 Meter Hürden; 26. Rang Weltmeisterschaften; 15. Rang Halleneuropameisterschaften 60 Meter Hürden
- 2008: Schweizer Meister 110 Meter Hürden
- 2009: Schweizer Hallenmeister 60 Meter Hürden
- 2011: Schweizer Meister 110 Meter Hürden; 9. Rang Universiade 110 Meter Hürden; Teilnahme Weltmeisterschaften 110 Meter Hürden

## Persönliche Bestleistungen
- 110-Meter-Hürdenlauf: 13,41 s, 16. Juli 2008 in Luzern, bis 14. Juli 2018 Schweizer Rekord
  - 110-Meter-Hürdenlauf: 13,72 s, 11. Juli 2006 in Lausanne, Schweizer U23-Rekord
  - 110-Meter-Hürdenlauf (91,4 cm): 13,80 s, 14. Juli 2001 in Debrecen, Ungarn, Schweizer A-Jugendrekord
- 60-Meter-Hürdenlauf (Halle): 7,65 s, 22. Februar 2009 in Magglingen
  - 60-Meter-Hürdenlauf (Halle): 7,79 s, 20. Februar 2005 in Magglingen, Schweizer U23-Rekord
- 50-Meter-Hürdenlauf (Halle): 6,68 s, 5. Februar 2006 in St. Gallen
- 100-Meter-Lauf: 10,43 s, 2. August 2008 in Freiburg im Üechtland
- 60-Meter-Lauf (Halle): 6,80 s, 8. Februar 2009 in Magglingen
- Weitsprung: 7,27 m, 2. September 2006 in Frauenfeld